# (38980) Gaoyaojie
(38980) Gaoyaojie est un astéroïde de la ceinture principale.

## Description
(38980) Gaoyaojie est un astéroïde de la ceinture principale. Il fut découvert le 23 octobre 2000 à l'observatoire Desert Beaver par William Kwong Yu Yeung. Il présente une orbite caractérisée par un demi-grand axe de 2,37 UA, une excentricité de 0,28 et une inclinaison de 6,5° par rapport à l'écliptique.

## Compléments